# Вероника трёхлистная
Веро́ника трёхлистная (лат. Veronica triphyllos) — однолетнее или двулетнее травянистое растение, вид рода Вероника (Veronica) семейства Подорожниковые (Plantaginaceae).

## Распространение и экология
Западная Европа: все страны, кроме южной части Испании и Италии, островов Средиземного моря, северной части Англии, Шотландии и Северной Ирландии, Фенноскандии (встречается только на юге Швеции и крайнем юго-западе Финляндии); территория бывшего СССР: Латвия, Литва, западная часть Белоруссии, Украина (к югу от линии Каменец-Подольский — Черкассы — Павлоград — Донецк), Ростовская область, Северный Кавказ, на Волге между Камышиным и Астраханью проходит восточная граница ареала; Азия: Турция, Сирия, Ливан; Северная Америка: США (Оклахома, заносное);
Произрастает в степях, на мелкозёмистых и щебнистых склонах; в горах до 1200 м над уровнем моря.

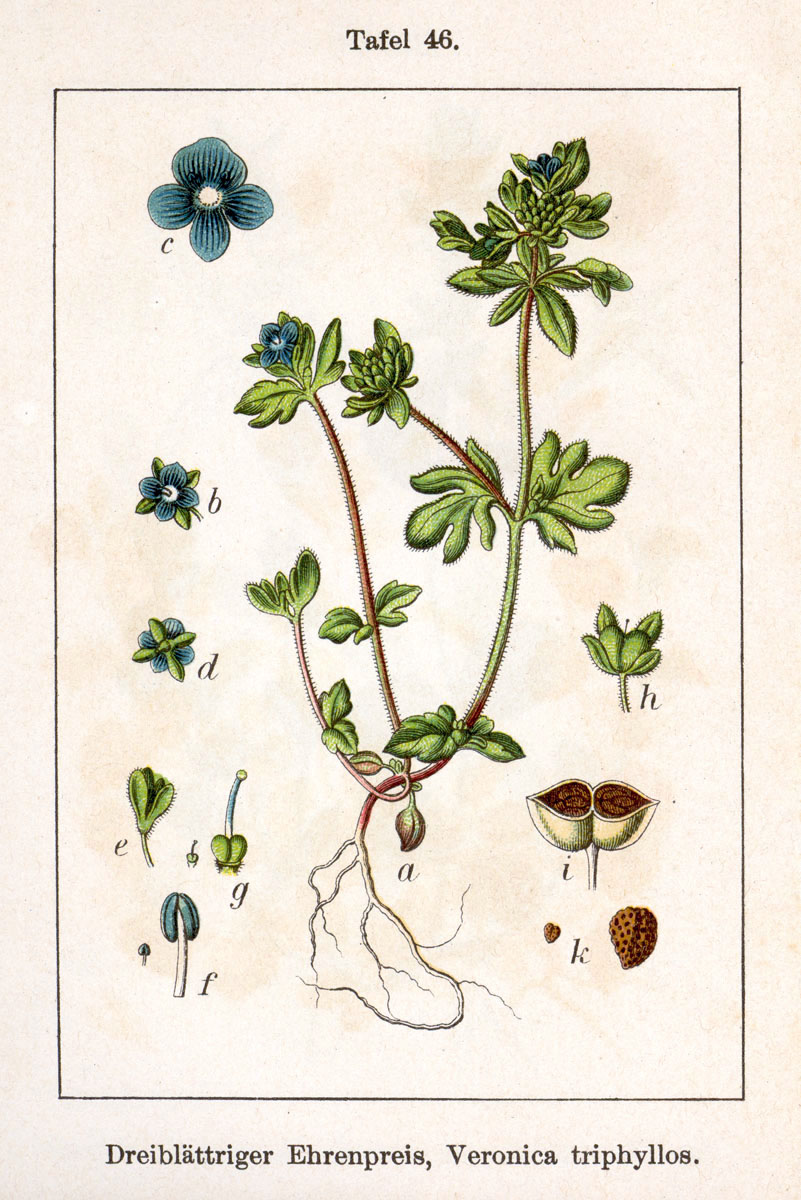

## Ботаническое описание
Стебли высотой 8—15 (до 20) см, прямостоячие или простёртые, простые или ветвистые, при основании большей частью с несколькими боковыми побегами.
Нижние листья черешчатые, яйцевидные или округло-яйцевидные, зубчатые или надрезанно-городчатые. Средние листья округло-яйцевидные, сидячие, почти до основания 3—5-пальчаторассечённые или разделённые на тупые линейные доли, из которых средняя более крупная. Верхушечные — сидячие, трёхраздельные, постепенно переходят в трёхлопастные или цельные прицветники с тупыми, ланцетными до линейных долями. Все листья рассеянно железистые, длиной 1 см.
Цветоножки обычно длиннее чашечки и прицветников, чаще вверх изогнутые, при плодах отстоят под острым углом, коротко волосистые, с длинными железистыми волосками. Цветки немногочисленные в удлиненных верхушечных и боковых рыхлых кистях; чашечка с тупыми, ланцетными до лопатчатых долями вдвое короче цветоножек, густо железистая; венчик диаметром 6—9 мм, тёмно-синий, незначительно короче чашечки.
Коробочка при основании несколько вздутая, в верхней части немного сплюснутая, округло-обратносердцевидная, длиной и шириной около 7 мм, с глубокой и широкой выемкой, с лопастями, расположенными под острым или туповатым углом, железистая. Семена чаще по 10 в гнезде, с одной стороны вогнутые, с другой выпуклые, лодочковидные, овальные, длиной 1—2 мм, тёмные.

## Таксономия
Вид Вероника трёхлистная входит в род Вероника (Veronica) семейства Подорожниковые (Plantaginaceae) порядка Ясноткоцветные (Lamiales).
|  |                                      |  |                                                             |                                                             |                          |  | ещё 21 семейство (согласно Системе APG II) | ещё 21 семейство (согласно Системе APG II) |                          |  |  |  | ещё от 300 до 500 видов |
|  |                                      |  |                                                             |                                                             |                          |  | ещё 21 семейство (согласно Системе APG II) | ещё 21 семейство (согласно Системе APG II) |                          |  |  |  | ещё от 300 до 500 видов |
|  |                                      |  |                                                             | порядок Ясноткоцветные                                      |                          |  |                                            |                                            | род Вероника             |  |  |  |                         |
|  |                                      |  |                                                             | порядок Ясноткоцветные                                      |                          |  |                                            |                                            | род Вероника             |  |  |  |                         |
|  | отдел Цветковые, или Покрытосеменные |  |                                                             |                                                             | семейство Подорожниковые |  |                                            |                                            | вид Вероника трёхлистная |  |  |  |                         |
|  | отдел Цветковые, или Покрытосеменные |  |                                                             |                                                             | семейство Подорожниковые |  |                                            |                                            |                          |  |  |  |                         |
|  |                                      |  | ещё 44 порядка цветковых растений (согласно Системе APG II) | ещё 44 порядка цветковых растений (согласно Системе APG II) |                          |  |                                            | ещё 90 родов                               | ещё 90 родов             |  |  |  |                         |
|  |                                      |  |                                                             | ещё 44 порядка цветковых растений (согласно Системе APG II) |                          |  |                                            |                                            | ещё 90 родов             |  |  |  |                         |